# Atkár
Atkár je velká vesnice v Maďarsku v župě Heves, spadající pod okres Gyöngyös. Nachází se asi 5 km jihozápadně od Gyöngyöse a 14 km severovýchodně Hatvanu. V roce 2015 zde žilo 1 715 obyvatel, z nichž jsou (dle údajů z roku 2011) 91,7 % Maďaři, 0,9 % Romové a 0,5 % Rumuni.
V blízkosti vesnice prochází dálnice M3. Sousedními vesnicemi jsou Csány, Gyöngyöshalász, Hort, Nagyréde a Vámosgyörk, sousedním městem Gyöngyös.